# Девятка (река)
Девя́тка — река в России, протекает по Солнечному району Хабаровского края; левый приток Горина. Длина реки — 29 км. Площадь водосборного бассейна — 6160 км².
Вытекает из озера Эворон, лежащего на высоте 73 м над уровнем моря. Течёт в юго-восточном направлении по заболоченной долине. Впадает в Горин на его 164-м километре. Скорость течения — 0,6 м/с.

## Притоки
- Харпичан[2] (пр., в 16 км от устья[4]);
- Мальма[5] (пр., в 21 км от устья[4]).

## Название
Название реки возникло как ошибочный перевод нанайского названия Хуин (Куин) 'девять'. Гидроним происходит от названия нанайского стойбища Хоенда. Этимология — от эвенкийского хой 'болото'.

## Населённые пункты
- Село Кондон[2];
- Посёлок сельского типа Сельхоз[2].